# Ulice strachu
Ulice strachu (oryg. Urban Legend) – film fabularny (slasher) z 1998 roku, którego motywem przewodnim są miejskie legendy. Reżyserem filmu jest Jamie Blanks (Walentynki). Ulice strachu doczekały się dwóch kontynuacji: Ostatniej odsłony z 2000 roku oraz Krwawej Mary (2005), zrealizowanej już na potrzeby rynku wideofonicznego. Ma powstać również trzeci sequel filmu.
Alicia Witt, filmowa final girl Natalie Simon, za swoją rolę zdobyła nominację do Saturn Award jako najlepsza młoda aktorka.

## Fabuła
Akcja filmu rozpoczyna się w ponurą, deszczową noc. Młoda studentka Michelle Mancini (Natasha Gregson Wagner) zatrzymuje się na przydrożnej stacji benzynowej. Pracownik stacji Michael (Brad Dourif) sprawia dziwne wrażenie, więc Michelle dla bezpieczeństwa pozostaje w samochodzie i wręcza mu kartę kredytową. Mężczyzna zjawia się po pewnym czasie przy aucie, informuje kobietę, że wystąpiły problemy z płatnością i prosi ją do środka swojej pracowni. Gdy zamyka drzwi na klucz, Michelle paraliżuje go lakrymatorem, wybija szybę i pospiesznie ucieka do samochodu. Michael każe jej się zatrzymać, lecz ta odjeżdża. Okazuje się, że na tylnym siedzeniu samochodu Michelle czai się morderca, który podczas jazdy dekapituje ją przy użyciu topora.
Nazajutrz po kampusie uczelni, do której uczęszczała Michelle, roznosi się wieść o jej śmierci. Wieczorem dochodzi do kolejnego zabójstwa – ginie ekstrawertyczny Damon Brooks (Joshua Jackson). Świadkiem jego śmierci jest studentka Natalie Simon (Alicia Witt), była przyjaciółka Michelle, nieutrzymująca z nią kontaktu od lat licealnych. Natalie wraca na miejsce zbrodni wraz z uczelnianą policjantką Reese Wilson (Loretta Devine), lecz zwłok Damona już tam nie ma. Po śmierci dwójki przyjaciół Natalie odkrywa, że popełniane morderstwa zostały oparte na kanwie miejskich legend.
Następnego dnia Natalie wybiera się do biblioteki, by znaleźć informacje na temat miejskich legend. W międzyczasie jej współlokatorka, wiecznie rozerotyzowana gotka Tosh (Danielle Harris), nawiązuje internetowy flirt ze studentem z kampusu. Flirt przeradza się w atak, kiedy okazuje się, że wirtualny chłopak jest w rzeczywistości mordercą i czai się w pokoju Natalie i Tosh. Zabójca gasi światło, rzuca Tosh na łóżko i zaczyna ją dusić. Natalie wraca do pokoju, lecz słysząc odgłosy w rzeczywistości mordowanej Tosh, dochodzi do wniosku, że ta odbywa stosunek seksualny, więc nie zapala światła i bezpośrednio kładzie się do łóżka. Tosh umiera, gdy Natalie zapada w sen. Nad ranem Natalie znajduje zwłoki Tosh i napisane krwią na ścianie pytanie: „Jesteś zadowolona, że nie włączyłaś światła?”. Przez gotyckie tendencje Tosh i jej zaburzenia afektywne dwubiegunowe, policja stwierdza, że jej śmierć była samobójstwem. Natalie wie jednak, że zostało popełnione morderstwo.
Natalie wyjawia swojej przyjaciółce Brendzie (Rebecca Gayheart), że powodem, dla którego nie podtrzymywała znajomości ze zmarłą Michelle Mancini był wypadek, do którego doszło kilka lat temu przez winę Michelle. Wieczorem odbywa się impreza, którą urządzają studenci, pomni makabrycznych zajść, które rozegrały się na ich kampusie dwadzieścia pięć lat temu, kiedy to uczelniany profesor wymordował lwią część mieszkańców jednego z akademików. Na imprezie zjawia się jeden ze studentów, przyszły dziennikarz Paul Gardener (Jared Leto), który informuje Natalie, że znalazł artykuł prasowy na temat jednego z obecnych profesorów uczelni, który przeżył masakrę sprzed lat. Paul i Natalie zaczynają podejrzewać, że jest on mordercą grasującym na kampusie i powiadamiają imprezowiczów o zagrożeniu, jednak nikt nie bierze ich ostrzeżeń na poważnie. Wkrótce ginie jednak pomysłodawca przyjęcia, Parker Riley (Michael Rosenbaum).
Tymczasem następną ofiarą zabójcy zostaje dziewczyna Parkera, spikerka college'owego radia Sasha (Tara Reid). Morderca zjawia się w studio, zabija jej współpracownika, a następnie zaczyna ją gonić. Sasha nadaje dramatyczny komunikat o natychmiastową pomoc, lecz słuchacze odbierają go jako prowokację z okazji rocznicy szkolnej masakry. Odbiera go Natalie, która zjawia się w studio akurat w momencie, w którym psychopata morduje Sashę siekierą. Natalie, Paul i Brenda opuszczają kampus, by sprowadzić pomoc. Zatrzymują się na stacji benzynowej. W bagażniku samochodu Paula Natalie i Brenda odnajdują zwłoki jednego z profesorów. Sądząc, że w istocie to Paul jest mordercą, uciekają. Podczas ucieczki Natalie gubi Brendę. Po powrocie do kampusu, zostaje zaskoczona przez odgłosy dobiegające z jednego z zamkniętych akademików. Sądząc, że to Brenda, Natalie wchodzi do niego. Wewnątrz znajduje zwłoki Parkera, dyrektora uczelni, Damona i ostatecznie Brendy. Okazuje się jednak, że Brenda żyje i podczas nieuwagi Natalie, obezwładnia ją i powoduje, że Natalie traci przytomność.
Gdy Natalie się budzi, dowiaduje się, że mężczyzna, który stracił życie podczas wypadku spowodowanego w niedalekiej przeszłości przez nią i Michelle, był chłopak Brendy, David. Gdy Brenda przymierza się do zabicia niedoszłej przyjaciółki, w akademiku zjawiają się Reese, która uwalnia Natalie i atakuje Brendę, lecz zostaje postrzelona, i Paul, przy pomocy którego Natalie strzela do psychopatki. Brenda wypada przez okno, a Paul i Natalie jadą do pobliskiego szpitala, by sprowadzić pomoc dla Reese. W drodze zostają zaskoczeni przez – jak się okazuje – wciąż żyjącą Brendę, która ukryła się na tylnym siedzeniu, by zaatakować parę siekierą. Paul jednak gwałtownie hamuje, a Brenda zostaje wyrzucona przez przednią szybę i wpada do rzeki.
Film kończy się sceną, w której grupa studentów opowiada historię Brendy. Przerywa im jednak sama Brenda, która nadal żyje pod zmienionym nazwiskiem, by opowiedzieć swoją wersję zdarzeń.

## Obsada
- Alicia Witt jako Natalie Simon
- Jared Leto jako Paul Gardener
- Rebecca Gayheart jako Brenda Bates
- Loretta Devine jako Reese Wilson
- Tara Reid jako Sasha Thomas
- Michael Rosenbaum jako Parker Riley
- Danielle Harris jako Tosh Guaneri
- Joshua Jackson jako Damon Brooks
- Natasha Gregson Wagner jako Michelle Mancini
- Julian Richings jako Claude, dziwny dozorca
- Robert Englund jako prof. William Wexler
- John Neville Dean Adams
- Gord Martineau jako David McAree
- Brad Dourif jako Michael McDonnell, pracownik stacji benzynowej

## Miejskie legendy użyte w filmie
- Dziewczyna podmienia swojej koleżance z pokoju tabletki antykoncepcyjne na aspirynę[1].
- Dziewczyna, której urósł brzuch po seksie oralnym[2].
- Zabójca na tylnym siedzeniu, przed którym chce ostrzec sprzedawca na stacji benzynowej. (śmierć Michelle)[3]
- Chęć wywołania Krwawej Mary przy opuszczonym budynku. (test Brendy)[4]
- Opiekunka do dzieci odbiera telefon od mordercy, który dzwoni z domu podopiecznych będąc na górze. (zajęcia prof. Wexlera)[5]
- Pop Rocks (przyp. tłum. Dmuchane Kamyczki) popite napojem gazowanym. (zajęcia prof. Wexlera)[6]
- Zwłoki chłopaka powieszone na drzewie i zwisające nad samochodem, w którym czeka zniecierpliwiona dziewczyna. (śmierć Damona)[7]
- Pajęcze jaja w gumie do żucia. Wprowadzanie w odbyt zwierząt futerkowych (gerbilling). (żarty Parkera)[8][9]
- Chat z mordercą. (flirt Tosh)
- Dziewczyna wchodząc do pokoju koleżanki, która jest duszona, nie zapala światła, myśląc, że uprawia ona seks. Następnego dnia okazuje się, że nie żyje, a na ścianie zabójca napisał krwią „Jesteś zadowolona, że nie włączyłaś światła?” (Aren't You Glad You Didn't Turn on the Lights?). (śmierć Tosh)[10]
- Gangi, które jeździły samochodami bez włączonych świateł. Gdy ktoś im dał znak długimi światłami samochodu, auto gangu zawracało i zaczęło tę osobę ścigać, mrugać światłami oraz uderzając w tył samochodu, aż samochód ofiary nie wypadł z drogi[11].
- Mordercy, gwałciciele i bandyci schowani pod samochodami ofiar i podcinający im kostki. (śmierć Deana Adamsa)[12]
- Stan, w którym penis zostaje zatrzymany w pochwie podczas stosunku i nie ma możliwości jego wysunięcia (penis captivus)[13].
- Prośba prezentera radiowego o pomoc. (śmierć Sashy)[14]
- Stara kobieta wkłada do mikrofali psa, aby się wysuszył. (pies Parkera)[15]
- Kradzież ludzkich narządów. (niedoszła śmierć Natalie)[16]

## Nawiązania kulturalne; fakty i filmowe
- Alternatywny, praktycznie nieużywany tytuł filmu to Mixed Culture.
- W gabinecie profesora Wexlera można dostrzec maskotkę Freddy’ego Kruegera. W rolę Wexlera wcielił się Robert Englund, wieloletni odtwórca roli Kruegera.
- Gdy Damon i Natalie siedzą w samochodzie, a radiu można usłyszeć piosenkę „I Donʼt Want to Wait” z repertuaru Pauli Cole – temat przewodni serialu Jezioro marzeń. Filmowy Damon, Joshua Jackson, przez sześć sezonów wcielał się w Jeziorze marzeń w rolę Paceyego Wittera.
- Film kręcono w The University of Toronto. W tym samym Uniwersytecie nagrywano filmy Sekta oraz Plotka; w obu wystąpił Joshua Jackson.
- Sarah Michelle Gellar przyjęła rolę Sashy, lecz producenci serialu Buffy postrach wampirów kazali jej ją odrzucić.
- Jodi Lyn O’Keefe pierwotnie miała odegrać rolę Sashy, ale porzuciła ją dla drugoplanowego występu w innym horrorze z 1998 roku – Halloween: 20 lat później.
- Nazwisko Brendy Bates jest nawiązaniem do postaci Normana Bates z filmu Alfreda Hitchcocka Psychoza.

## Slogany reklamowe
- To przydarzyło się komuś, kto znał kogoś, kogo znasz... Jesteś następny.
  - (ang. It Happened To Someone Who Knows Someone You Know... You’re Next.
- Miejskie legendy potrafią zabić
  - (ang.) Urban Legends Can Kill
- To, w co nie wierzysz, nie może Cię zabić.
  - (ang.) What You Don't Believe Can't Kill You.
- Nigdy nie rozmawiaj z nieznajomymi, nigdy nie odbieraj telefonu, nigdy nie zapalaj świateł, nigdy nie opuszczaj samochodu i zawsze wierz w to, co Ci powiedziano.
  - (ang.) Never Talk To Strangers, Never Answer The Phone, Never Flash Your Lights, Never Leave The Car, And Always Believe, What You’re Told

## Soundtrack
Lista utworów
1. „Love Rollercoaster” – Red Hot Chili Peppers
2. „Save Yourself” – Stabbing Westward
3. „Total Eclipse of the Heart” – Bonnie Tyler
4. „Redefine” – Incubus
5. „Spook Show Baby” – Rob Zombie
6. „Comin' Back” – The Crystal Method
7. „Crop Circle” – Monster Magnet
8. „One” – Creed
9. „Twist” – KoRn
10. „The End of Sugarman” – Roy Ayers
11. „Just One Fix” – Ministry
12. „I Know God” – David Ivy
13. „Deaf Forever” – Motörhead
14. „Riot” – Flaw
15. „What Would You Do (Tha Dogg Pound Song)” – Ice Cube
16. „Call It Something” – Saliva